# François Perrot
François Perrot (Parijs, 26 februari 1924 – aldaar, 20 januari 2019) was een Frans acteur. Na meer dan 50 jaar ervaring, heeft Perrot een aanzienlijke filmografie op zijn naam staan, zowel in film als op televisie.

## Leven en werk
Perrot debuteerde op 30-jarige leeftijd in de filmwereld in Les Femmes s'en balancent, een misdaadfilm waarin Eddie Constantine de hoofdrol speelde. Hij was al vijftig toen Claude Chabrol een eerste keer een beroep op hem deed. Meerdere samenwerkingen volgden nog. Behalve door Chabrol werd Perrot ook meermaals gecast door Bertrand Tavernier, Claude Zidi, Bertrand Blier, Henri Verneuil, Claude Lelouch en José Giovanni.
Hij vertolkte meestal bijrollen met een voorkeur voor belangrijke en imposante mannen. Zo kroop hij dikwijls in de huid van hogere militairen en politiemensen (kolonel, kapitein, commissaris) en van hoogwaardigheidsbekleders (kabinetschef, procureur-generaal). Daarnaast gaf hij gestalte aan (vrije) beroepen met maatschappelijk aanzien als chirurg, advocaat, architect, persmagnaat, filmproducent en directeur (van een bank, een verzekeringsmaatschappij, van een televisiezender).
Hij heeft ook een ruim veertigjarige carrière op de planken op zijn actief. Hij werkte samen met heel wat regisseurs waarvan Jean Vilar, Jean-Louis Barrault en Robert Hossein de bekendste waren. Hij vertolkte samen met actrice Maria Pacôme de hoofdrol in haar stuk Les Seins de Lola. Van een aantal stukken nam hij zelf de regie voor zijn rekening.
In 1990 werd hij genomineerd voor de César voor beste mannelijke bijrol in het oorlogsdrama La Vie et rien d'autre uit 1989. Het bleef echter bij een nominatie.
Hij werd 94 jaar oud.

## Filmografie

### Film (ruime selectie)
- 1954 - Les Femmes s'en balancent (Bernard Borderie)
- 1956 - Vous pigez? (Pierre Chevalier)
- 1958 - Les Amants de Montparnasse (Jacques Becker)
- 1959 - Les Liaisons dangereuses 1960 (Roger Vadim)
- 1962 - Le Bureau des mariages (Yannick Bellon)
- 1965 - Evariste Galois (Alexandre Astruc) (korte film)
- 1973 - Le Sourire vertical (Robert Lapoujade)
- 1974 - Nada (Claude Chabrol)
- 1975 - Les Innocents aux mains sales (Claude Chabrol)
- 1976 - Marie-poupée (Joël Séria)
- 1976 - Le Corps de mon ennemi (Henri Verneuil)
- 1976 - Le Jeu du solitaire (Jean-François Adam)
- 1977 - Madame Claude (Just Jaeckin)
- 1977 - Le Vieux pays où Rimbaud est mort (Jean-Pierre Lefebvre)
- 1977 - Alice ou la dernière fugue (Claude Chabrol)
- 1977 - À chacun son enfer (André Cayatte)
- 1978 - L'Argent des autres (Christian de Chalonge)
- 1979 - Le Maître-nageur (Jean-Louis Trintignant)
- 1979 - Je te tiens, tu me tiens par la barbichette (Jean Yanne)
- 1979 - Clair de femme (Costa-Gavras)
- 1980 - Trois Hommes à abattre (Jacques Deray)
- 1980 - Inspecteur la Bavure (Claude Zidi)
- 1981 - Une robe noire pour un tueur (José Giovanni)
- 1981 - Coup de torchon (Bertrand Tavernier)
- 1981 - Hôtel des Amériques (André Téchiné)
- 1982 - Josépha (Christopher Frank)
- 1982 - Le Choc (Robin Davis)
- 1982 - Pour 100 briques t'as plus rien... (Edouard Molinaro)
- 1982 - Que les gros salaires lèvent le doigt! (Denys Granier-Deferre)
- 1983 - Banzaï (Claude Zidi)
- 1983 - Sarah (Maurice Dugowson)
- 1983 - La Femme de mon pote (Bertrand Blier)
- 1983 - Attention ! Une femme peut en cacher une autre (Georges Lautner)
- 1983 - L'Ami de Vincent (Pierre Granier-Deferre)
- 1984 - Les Morfalous (Henri Verneuil)
- 1984 - Le Vol du Sphinx (Laurent Ferrier)
- 1985 - Ça n'arrive qu'à moi (Francis Perrin)
- 1986 - Le Débutant (Daniel Janneau)
- 1986 - Si t'as besoin de rien, fais-moi signe (Philippe Clair)
- 1987 - Les Exploits d'un jeune Don Juan (Gianfranco Mingozzi)
- 1988 - Les Années sandwiches (Pierre Boutron)
- 1989 - La Vie et rien d'autre (Bertrand Tavernier)
- 1990 - Faux et usage de faux (Laurent Heynemann)
- 1991 - Lola Zipper (Ilan Duran Cohen)
- 1991 - Merci la vie (Bertrand Blier)
- 1991 - Les Clés du paradis (Philippe de Broca)
- 1992 - La Belle Histoire (Claude Lelouch)
- 1992 - L'Inconnu dans la maison (Henri Verneuil)
- 1992 - À demain (Didier Martiny)
- 1994 - Les Faussaires (Frédéric Blum)
- 1995 - Les Milles (Sébastien Grall)
- 1996 - Le Jaguar (Francis Veber)
- 1997 - Mauvais Genre (Laurent Bénégui)
- 1999 - Une pour toutes (Claude Lelouch)
- 2001 - Mon père, il m'a sauvé la vie (José Giovanni)
- 2003 - Je reste! (Diane Kurys)
- 2009 - Un homme et son chien (Francis Huster)
- 2013 - Quai d'Orsay (Bertrand Tavernier)

### Televisie (kleine selectie)
- 1979 - Les Dames de la côte (miniserie)
- 1980 - La Traque (miniserie)
- 1993 - Le Château des Oliviers (miniserie)
- 2007 - La Prophétie d'Avignon (miniserie)

- Bibliothèque nationale de France: cb13898393d (data)
- International Standard Name Identifier: 0000 0000 0132 8906
- Library of Congress Control Number: no2014085105
- Nationale Bibliotheek van Israël: 987007437832605171
- SNAC: w6k9454k
- Système universitaire de documentation: 078069866
- Virtual International Authority File: 69116529
- WorldCat: E39PCjFDVx8cT6cBKwG6JD9ygq